# Conopomorphina aptata
Conopomorphina aptata là một loài bướm đêm thuộc họ Gracillariidae. Nó được tìm thấy ở Nam Phi.
Ấu trùng ăn Randia rudis. Chúng có thể ăn lá nơi chúng làm tổ.